# Bom Sucesso (Minas Gerais)
Pour les articles homonymes, voir Bom Sucesso.
Bom Sucesso est une municipalité brésilienne de l'État du Minas Gerais et la microrégion d'Oliveira.